# Mont de Mainvault
Mont de Mainvault is een heuvel nabij Aat (Frans: Ath) en Mainvault in de Belgische provincie Henegouwen .

## Wielrennen
De helling wordt onder andere beklommen in de Triptyque des Monts et Châteaux. Ze maakt tevens deel uit van de Grinta! Challenge - La Tournay voor wielertoeristen.